# Championnat de France de rugby à XV 2008-2009
Navigation
Top 14 2007-2008 Top 14 2009-2010
Le championnat de France de rugby à XV 2008-2009 ou Top 14 Orange 2008-2009 oppose pour la saison 2008-2009 les quatorze meilleures équipes françaises de rugby à XV.
Le championnat a débuté le 26 août 2008 pour s'achever par une finale fixée au 6 juin 2009 au Stade de France. Trois week-ends ont vu des matchs internationaux organisés simultanément à la compétition : les 15 et 22 novembre 2008 où la France reçoit les Pacific Islanders puis les Wallabies et le 14 février 2009 pour la réception de l'Écosse pour le tournoi des six nations.
Le championnat de France de rugby à XV de première division portait le nom de Top 14 depuis la saison 2005-2006, date de son resserrement à 14 clubs, mais à partir de cette saison, il a été renommé en Rugby Top 14 Orange en référence à son sponsor. Après une phase de classement par matchs aller et retour, mettant aux prises toutes les équipes, les quatre premières équipes sont qualifiées pour les demi-finales et les deux dernières équipes joueront la saison suivante en Pro D2. Cette année, le RC Toulon et le Stade montois sont promus dans le Top 14 à l'issue de la saison de Pro D2 2007-08.
L'USA Perpignan remporte le titre de champion de France en battant l'ASM Clermont en finale, qui échoue pour la troisième fois en trois finales consécutives. Le dernier titre de l'USAP remontait à 1955 alors que l'ASM perd en finale pour la dixième fois dont les trois dernières consécutives. L'US Dax et le Stade montois joueront en Pro D2 en 2009-2010, ils seront remplacés par le Racing Métro 92 et le SC Albi qui sont promus.

## Liste des équipes en compétition
Relégable à l'issue de la saison 2007-2008, l'US Dax a été sauvée grâce à la rétrogradation du SC Albi pour raisons financières. La compétition oppose pour la saison 2008-2009 les quatorze meilleures équipes françaises de rugby à XV :
| \| Aviron bayonnais Biarritz olympique CS Bourgoin-Jallieu CA Brive Castres ASM Clermont US Dax US Montauban Stade montois Montpellier RC Stade français Paris USA Perpignan RC Toulon Stade · toulousain \| Localisation des clubs engagés en championnat. |
| Aviron bayonnais Biarritz olympique CS Bourgoin-Jallieu CA Brive Castres ASM Clermont US Dax US Montauban Stade montois Montpellier RC Stade français Paris USA Perpignan RC Toulon Stade · toulousain                                                      |

## Résumé des résultats

### Classement de la phase régulière
| Rang | Club                 | J  | V  | N | D  | Bo | Bd | Pm  | Pe  | Diff | Pts |
| ---- | -------------------- | -- | -- | - | -- | -- | -- | --- | --- | ---- | --- |
| 1    | USA Perpignan        | 26 | 20 | 1 | 5  | 8  | 2  | 615 | 374 | +241 | 92  |
| 2    | Stade toulousain (T) | 26 | 21 | 0 | 5  | 6  | 2  | 594 | 324 | +270 | 92  |
| 3    | ASM Clermont         | 26 | 16 | 1 | 9  | 9  | 8  | 754 | 367 | +387 | 83  |
| 4    | Stade français Paris | 26 | 16 | 1 | 9  | 7  | 5  | 622 | 430 | +192 | 78  |
| 5    | Biarritz olympique   | 26 | 15 | 0 | 11 | 5  | 6  | 516 | 398 | +118 | 71  |
| 6    | CA Brive             | 26 | 13 | 4 | 9  | 2  | 4  | 481 | 481 | 0    | 66  |
| 7    | Aviron bayonnais     | 26 | 14 | 2 | 10 | 2  | 4  | 475 | 481 | -6   | 66  |
| 8    | US Montauban         | 26 | 10 | 2 | 14 | 3  | 6  | 485 | 572 | -87  | 53  |
| 9    | RC Toulon (P)        | 26 | 9  | 2 | 15 | 3  | 8  | 409 | 488 | -79  | 51  |
| 10   | Montpellier HR       | 26 | 11 | 0 | 15 | 3  | 3  | 408 | 568 | -160 | 50  |
| 11   | CS Bourgoin-Jallieu  | 26 | 8  | 2 | 16 | 1  | 9  | 451 | 599 | -148 | 46  |
| 12   | Castres olympique    | 26 | 7  | 3 | 16 | 1  | 9  | 473 | 537 | -64  | 44  |
| 13   | US Dax               | 26 | 7  | 1 | 18 | 0  | 7  | 375 | 634 | -259 | 37  |
| 14   | Stade montois (P)    | 26 | 5  | 1 | 20 | 0  | 7  | 325 | 730 | -405 | 29  |

|  | Qualifiés pour la phase finale et la Coupe d'Europe 2009-2010 (no 1, no 2, no 3, no 4). |
|  | Qualifiés pour la Coupe d'Europe 2009-2010 (no 5, no 6). |
|  | Relégués en Pro D2 pour la saison 2009-2010 (no 13 et no 14). |
|  | T : tenant du titre 2008 • P : promus 2008 Avec 92 points chacun, Perpignan et Toulouse se départagent sur leurs rencontres des 6e et 19e journées : 5 points pour Perpignan et 4 points pour Toulouse. Avec 66 points chacun, Brive et Bayonne se départagent sur leurs rencontres des 8e et 21e journées : 5 points chacun avec une différence de points de +1 en faveur de Brive. |

Attribution des points : victoire sur tapis vert : 5, victoire : 4, match nul : 2, défaite : 0, forfait : -2 ; plus les bonus (offensif : 3 essais de plus que l'adversaire ; défensif : défaite par 7 points d'écart ou moins).
Règles de classement : 1. points terrain ; 2. points terrain obtenus dans les matches entre équipes concernées ; 3. différence de points dans les matches entre équipes concernées ; 4. différence entre essais marqués et concédés dans les matches entre équipes concernées ; 5. différence de points ; 6. différence entre essais marqués et concédés ; 7. nombre de points marqués ; 8. nombre d'essais marqués ; 9. nombre de forfaits n'ayant pas entraîné de forfait général ; 10. place la saison précédente ; 11. nombre de personnes suspendues après un match de championnat.

### Phase finale
|  | Demi-finales                                       | Demi-finales                     |                   |    | Finale                                    | Finale                                    |
|  | Demi-finales                                       | Demi-finales                     |                   |    | Finale                                    | Finale                                    |
|  |                                                    |                                  |                   |    |                                           |                                           |
|  | 30 mai 2009, Stade Gerland, Lyon                   | 30 mai 2009, Stade Gerland, Lyon |                   |    | 6 juin 2009, Stade de France, Saint-Denis | 6 juin 2009, Stade de France, Saint-Denis |
|  | 30 mai 2009, Stade Gerland, Lyon                   | 30 mai 2009, Stade Gerland, Lyon |                   |    | 6 juin 2009, Stade de France, Saint-Denis | 6 juin 2009, Stade de France, Saint-Denis |
|  | [1] USA Perpignan                                  | 25                               |                   |    | 6 juin 2009, Stade de France, Saint-Denis | 6 juin 2009, Stade de France, Saint-Denis |
|  | [1] USA Perpignan                                  | 25                               |                   |    | 6 juin 2009, Stade de France, Saint-Denis | 6 juin 2009, Stade de France, Saint-Denis |
|  | [4] Stade français Paris                           | 21                               |                   |    | 6 juin 2009, Stade de France, Saint-Denis | 6 juin 2009, Stade de France, Saint-Denis |
|  | [4] Stade français Paris                           | 21                               | [1] USA Perpignan | 22 |                                           |                                           |
|  | 29 mai 2009, Stade Jacques-Chaban-Delmas, Bordeaux |                                  | [1] USA Perpignan | 22 |                                           |                                           |
|  |                                                    | [3] ASM Clermont                 | 13                |    |                                           |                                           |
|  | [2] Stade toulousain                               | [3] ASM Clermont                 | 13                | 9  |                                           |                                           |
|  | [2] Stade toulousain                               |                                  |                   | 9  |                                           |                                           |
|  | [3] ASM Clermont                                   | 19                               |                   |    |                                           |                                           |
|  | [3] ASM Clermont                                   | 19                               |                   |    |                                           |                                           |

## Nouveautés de la saison 2008-2009

### Joueurs étrangers
Le renfort des équipes du Top 14 par des joueurs internationaux Néo-Zélandais, Australiens et Sud-Africains s'est amplifié par rapport aux saisons précédentes. À titre d'exemple les joueurs suivants vont évoluer pour la première fois dans le Top 14 : Dan Carter (USA Perpignan), Jerry Collins et Matt Henjak (RC Toulon) et Justin Marshall (Montpellier RC). De nouveaux joueurs britanniques vont évoluer dans le championnat de France, c'est le cas notamment de Andy Goode et Alix Popham au CA Brive.

### Nouvelles règles

#### Règles de l'IRB
À l'instar de toutes les compétitions importantes de rugby à XV, le Top 14 expérimente cette saison une partie des nouvelles règles proposées par l'IRB, testées lors de la saison 2007-2008 – notamment dans le Super 14 –, et imposées aux deux hémisphères à compter du 1er août 2008.
Treize des vingt-trois nouvelles règles sont ainsi mises en place lors de ce championnat. Ce sont majoritairement des règles concernant les placements et le jeu, tandis que celles visant à modifier les sanctions (réduction du nombre de pénalités, notamment) ne seront vraisemblablement pas utilisées avant un test "grandeur nature" dans une autre compétition.
Quelques exemples :
- Suppression de l'obligation d'avoir la tête et les épaules au-dessus des hanches pour un joueur se liant au maul.
- Possibilité d'effondrer un maul à condition de saisir les adversaires entre les épaules et les hanches.
- En situation de mêlée, la ligne de hors-jeu est située cinq mètres derrière les pieds du dernier joueur impliqué (sauf pour les demis de mêlée, s'ils restent à proximité de la mêlée).
- Les dégagements directs en touche dans ses 22 propres mètres deviennent illégaux si l'équipe y a elle-même fait entrer le ballon : la remise en jeu se fait face à l'endroit où le ballon a été botté.
- Les arbitres de touche ont une place plus importante et peuvent aider l'arbitre de champ par tous les moyens.
- En touche, les deux équipes ont le droit d'aligner le nombre de joueurs qu'elles souhaitent et au minimum deux.
- De plus, le relayeur doit se tenir dans son camp à au moins deux mètres de son alignement.
- Les poteaux de coin ne sont plus considérés comme faisant partie de la touche sauf si le toucher à terre du ballon est effectué contre le poteau. Dans ce cas, il y a touche à cinq mètres.
- Lorsqu'un joueur veut jouer une touche rapide, il a le droit d'envoyer le ballon vers son camp, la touche n'est plus obligatoirement droite.

#### Règle de carence
La règle de carence est restaurée à partir du 1er août 2008. Cette règle — abandonnée lors de la saison 2007-08 —  interdit le recours aux mêlées simulées, décriées par nombre d'entraîneurs, de joueurs et d'arbitres.
Ainsi, une équipe ne pouvant aligner, après coaching et/ou remplacement sur blessure, une première ligne constituée de deux piliers et d'un talonneur est contrainte de terminer la rencontre avec quatorze joueurs. En conséquence, les équipes peuvent aligner 23 joueurs sur la feuille de match contre 22 précédemment, afin de pouvoir présenter deux spécialistes pour chacun des postes de première ligne.

#### Arbitrage vidéo
L'usage de la vidéo est réduit puisqu'il n'est plus utilisé pour arbitrer le jeu déloyal.

## Faits marquants de la saison

### 1rejournée
Le Stade toulousain, champion de France en titre, perd d'entrée 11-16 contre une équipe du Montpellier RC qui fait un match sérieux. Les rouges et noirs ne sont pas encore physiquement prêts et n'ont pas retrouvé le niveau de jeu qui les a conduit au titre deux mois plus tôt. Le promu Toulon fête son retour parmi l'élite par une belle victoire 22-16 à domicile contre l'ASM Clermont. Malgré une première mi-temps difficile, les toulonnais remportent le match contre les vice-champions en titre après une seconde mi-temps très solide.

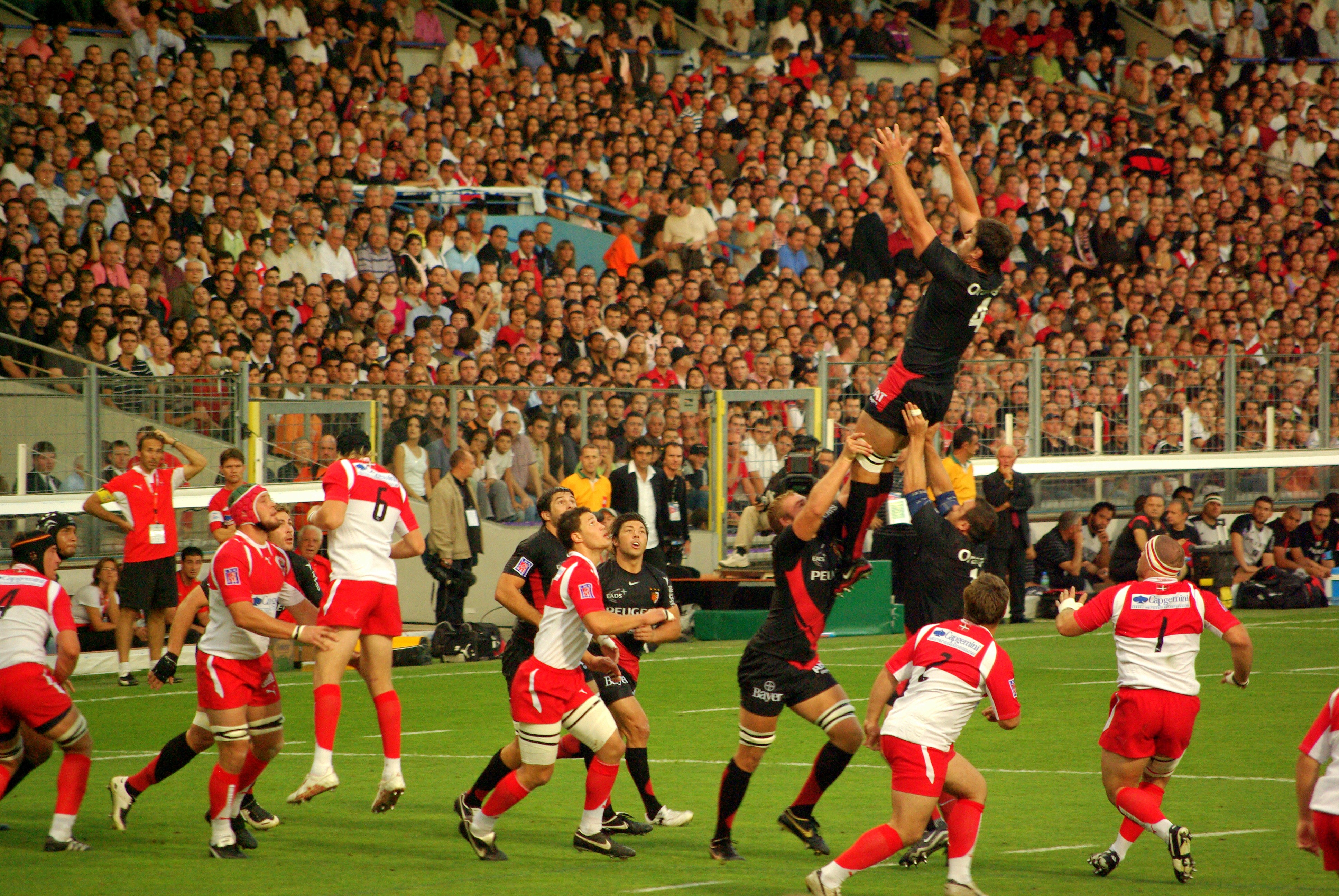
Alignements toulousain et biarrot en touche lors de la rencontre de la 3e journée opposant les deux équipes au Stadium.

### 3ejournée
Le Stade français Paris et le Stade toulousain se posent déjà en favoris pour le titre après avoir battu avec la manière deux rivaux directs. Les parisiens impressionnent en allant gagner à Perpignan, tandis que les toulousains remportent une victoire bonifiée à domicile contre le Biarritz olympique.

### 8ejournée
Le Stade français connaît sa toute première défaite au Stade de France en s'inclinant 13-26 contre le Stade toulousain. Cette défaite est également la première de la saison pour le club parisien qui a remporté toutes ses rencontres jusque-là (sept victoires en Top 14 et deux en coupe d'Europe).

### 9ejournée
Après quatre années de disette, l'Aviron bayonnais remporte le derby basque 14-12 à Aguiléra sur les terres du Biarritz olympique. Avec ce match, les bayonnais confirment leur très bon début de saison en s'installant durablement parmi les quatre premiers. En revanche, Biarritz chute à domicile pour la première fois de la saison et s'enfonce un peu plus dans la crise. Le Stade toulousain prend la première du classement au Stade français qui subit une deuxième défaite consécutive face aux clermontois.

### 12ejournée
Serge Blanco quitte la présidence de la ligue nationale de rugby et prend la tête du Biarritz olympique, club où il a passé l'intégralité de sa carrière de joueur. Patrick Vianco est élu à la tête de l'US Montauban. Il est le troisième président du club cette saison après Daniel Havis et Raymond Barrière. Cette instabilité à la direction du club est la conséquence d'un conflit entre les administrateurs concernant la réalisation d'une expertise judiciaire sur les comptes du club pour la saison 2007-2008 qui doivent être contrôlés par la DNACG.

### 14ejournée
Napolioni Nalaga réalise un quadruplé lors de la victoire 32-5 de Clermont contre Toulon. Le meilleur marqueur d'essais de la saison 2007-2008 montre ainsi son retour en grande forme à l'image de son club qui réintègre le quatuor de tête. L'Aviron bayonnais concède le match nul à domicile contre le Castres olympique et perd sa place dans le top 4 pour la première fois depuis la 4e journée.

### 15ejournée
Le Stade toulousain en gagnant son match à Dax signe sa onzième victoire consécutive en Top 14. Les toulousains établissent un nouveau record de victoires consécutives dans la compétition, effaçant le précédent record de dix victoires que l'ASM Clermont avait réalisé lors de la saison précédente. Le président de Montpellier Philippe Deffins, récemment élu à la tête du club, annonce sa démission à la suite des deux lourdes défaites contre Toulouse et Clermont qui refroidissent les ambitions du club. Son mandat n'aura même pas duré un mois. C'est Thierry Pérez qui assure la présidence intérimaire du club jusqu'à la prochaine nomination d'un président.

### 16ejournée
Dan Carter se blesse au tendon d'Achille lors de la rencontre de gala entre le Stade français et l'USAP au Stade de France, ce qui met fin à sa saison avec le club perpignanais. Cette blessure lance une polémique au sujet de la titularisation de l'international néo-zélandais contre Paris alors qu'il était déjà touché depuis plusieurs semaines.

### 17ejournée
Tana Umaga, l'entraîneur du RC Toulon rechausse les crampons lors du match contre le Stade français Paris. Cette décision annoncée avant la 16e journée par le président du club Mourad Boudjellal est destinée à aider le club dans sa lutte pour le maintien.
Toulouse remporte la rencontre au sommet 20-13 contre l'ASM Clermont. Vincent Clerc marque son premier essai depuis son retour à la compétition qu'il avait quittée sur blessure un an auparavant lors d'un match au Stadium contre Clermont. Ce match est aussi le dernier arbitré par Didier Mené qui prend sa retraite après une carrière de 23 ans bien remplie. Pierre Martinet, à la tête du CS Bourgoin-Jallieu depuis treize années, quitte la présidence du club. Il est remplacé à la tête du club par René Flamand.

### 18ejournée
À la suite de la lourde défaite 13-50 subie à domicile contre l'USA Perpignan, Didier Nourault et Alain Hyardet, les deux entraîneurs du Montpellier RC, sont limogés par le président par intérim du club Thierry Pérez. Ils sont remplacés jusqu'à la fin de la saison par le manager du club Denis Navizet et l'entraîneur des espoirs Didier Bès. Cette décision survient après une période noire pour le club avec la démission du président Philippe Deffins et trois grosses déconvenues en championnat contre Toulouse, Clermont et donc Perpignan.

### 21ejournée
Après la courte défaite à domicile de l'US Dax contre l'USA Perpignan, Thomas Lièvremont critique l'arbitrage du match. La commission de discipline de la Ligue nationale de rugby ne tolère pas les propos tenus par l'entraîneur dacquois et le sanctionne par une interdiction de banc de touche d'une durée de vingt jours.

### 22ejournée
À la suite de la victoire historique de l'ASM Clermont sur le Stade français Paris au stade de France et la démonstration du Stade toulousain à Brive, la qualification pour les demi-finales semble jouée puisque Clermont (4e) compte huit points d'avance sur Brive (5e) à quatre journées de la fin de la phase régulière. Mathématiquement, Toulouse est la première équipe qualifiée pour la phase finale. Avec une victoire bonifiée sur un concurrent direct au maintien, le CS Bourgoin-Jallieu assure quasiment son maintien en Top 14. De même, le RC Toulon s'éloigne de la zone de relégation en gagnant à domicile contre Montauban. L'US Dax et le Stade montois semblent condamnés même si rien n'est définitivement joué du point de vue comptable. En revanche, la lutte pour les places européennes entre Brive, Bayonne et Biarritz reste très indécise puisque les trois équipes se tiennent en cinq points.

### 23ejournée
Le match entre Toulon et Toulouse se déroule au Stade Vélodrome de Marseille à guichets fermés devant 60 000 spectateurs. C'est une première et un record d'affluence pour le RC Toulon. Le RCT l'emporte 14 à 6.

### 24ejournée
À deux journées de la fin de la phase régulière, les quatre demi-finalistes sont connus : le Stade français et l'ASM Clermont rejoignent Toulouse et Perpignan dans le dernier carré. Après sa défaite 12-8 face à Dax, Mont-de-Marsan est officiellement relégué en Pro D2.

### 26ejournée
La fin de la phase régulière se conclut avec la relégation de Dax qui rejoint le Stade montois en Pro D2 et la qualification de Biarritz et Brive pour la Coupe d'Europe.

## Résultats détaillés

### Phase régulière

#### Tableau synthétique des résultats
L'équipe qui reçoit est indiquée dans la colonne de gauche.
| Clubs            | BAY   | BIA   | BOU   | BRI   | CAS   | CLE   | DAX   | USM   | MDM   | MRC   | SFR   | PER   | RCT   | TOU   |
| Aviron bayonnais |       | 15-19 | 61-10 | 14-9  | 13-13 | 17-6  | 14-9  | 22-20 | 19-15 | 42-9  | 31-27 | 19-13 | 19-15 | 9-12  |
| Biarritz O.      | 12-14 |       | 29-22 | 24-5  | 32-17 | 18-14 | 44-13 | 38-10 | 37-7  | 46-3  | 13-32 | 12-10 | 19-12 | 17-13 |
| Bourgoin-Jallieu | 9-13  | 15-14 |       | 19-19 | 31-23 | 23-30 | 43-6  | 25-15 | 18-6  | 22-3  | 25-32 | 16-22 | 12-23 | 12-18 |
| CA Brive         | 13-6  | 19-15 | 20-12 |       | 16-16 | 18-16 | 41-9  | 33-28 | 53-11 | 28-18 | 26-11 | 15-18 | 19-9  | 10-42 |
| Castres O.       | 26-27 | 9-10  | 9-23  | 11-11 |       | 12-6  | 11-19 | 31-19 | 26-6  | 26-31 | 16-21 | 26-32 | 25-9  | 10-28 |
| ASM Clermont     | 44-10 | 32-6  | 57-23 | 52-7  | 43-20 |       | 75-3  | 25-30 | 66-3  | 43-20 | 22-6  | 29-9  | 32-5  | 16-6  |
| US Dax           | 27-17 | 30-18 | 32-10 | 15-17 | 16-32 | 16-20 |       | 20-20 | 12-8  | 6-9   | 9-31  | 13-16 | 12-22 | 12-22 |
| US Montauban     | 15-13 | 19-12 | 18-14 | 15-10 | 24-23 | 19-19 | 15-20 |       | 37-19 | 27-19 | 22-16 | 6-9   | 42-20 | 10-41 |
| Stade montois    | 30-37 | 6-33  | 16-16 | 16-18 | 21-15 | 12-11 | 12-6  | 16-13 |       | 16-22 | 6-13  | 7-31  | 25-18 | 8-60  |
| Montpellier RC   | 20-11 | 12-9  | 12-19 | 9-22  | 21-23 | 3-30  | 23-14 | 32-10 | 33-6  |       | 26-13 | 3-5   | 33-8  | 16-11 |
| Stade français   | 35-8  | 12-16 | 53-3  | 37-16 | 19-12 | 19-21 | 56-15 | 34-16 | 27-22 | 24-15 |       | 13-13 | 22-12 | 13-26 |
| USA Perpignan    | 38-10 | 27-12 | 40-14 | 34-18 | 16-9  | 20-16 | 17-6  | 19-9  | 44-3  | 50-13 | 11-26 |       | 37-12 | 32-8  |
| RC Toulon        | 3-3   | 10-5  | 15-9  | 3-3   | 17-21 | 22-16 | 6-13  | 33-20 | 38-22 | 23-3  | 13-19 | 29-32 |       | 14-6  |
| Stade toulousain | 32-11 | 20-6  | 13-6  | 21-15 | 26-11 | 20-13 | 32-25 | 9-6   | 27-6  | 34-0  | 15-11 | 30-20 | 19-18 |       |

|  | Victoire à domicile |  | Match nul |  | Défaite à domicile |

#### Détail des résultats
Les points marqués par chaque équipe sont inscrits dans les colonnes centrales (3-4) alors que les essais marqués sont donnés dans les colonnes latérales (1-6). Les points de bonus sont symbolisés par une bordure bleue pour les bonus offensifs (trois essais de plus que l'adversaire), orange pour les bonus défensifs (défaite avec au plus sept points d'écart), rouge si les deux bonus sont cumulés.

### Demi-finales

#### Première demi-finale
| Équipes                 | Stade toulousain - ASM Clermont |
| Score                   | 9 - 19 (9 - 13) |
| Date                    | 29 mai 2009 |
| Stade                   | Stade Jacques-Chaban-Delmas |
| Spectateurs             | 33 241 |
| Arbitre                 | M. Christophe Berdos |
| Composition des équipes | |
| Stade toulousain        | Titulaires : 15 Maxime Médard, 14 Maleli Kunavore, 13 Florian Fritz, 12 Yannick Jauzion (cap.), 11 Vincent Clerc, 10 Jean-Baptiste Élissalde, 9 Byron Kelleher, 8 Shaun Sowerby, 7 Thierry Dusautoir, 6 Grégory Lamboley, 5 Patricio Albacete, 4 Fabien Pelous, 3 Benoît Lecouls, 2 William Servat, 1 Daan Human Remplaçants : 16 Alberto Vernet Basualdo, 17 Jean-Baptiste Poux, 18 Romain Millo-Chluski, 19 Yannick Nyanga, 20 Frédéric Michalak, 21 David Skrela, 22 Clément Poitrenaud, 23 Yohan Montès |
| ASM Clermont            | Titulaires : 15 Anthony Floch, 14 Benoît Baby, 13 Aurélien Rougerie (cap.), 12 Gonzalo Canale, 11 Napolioni Nalaga, 10 Brock James, 9 Pierre Mignoni, 8 Julien Bonnaire, 7 Alexandre Audebert, 6 Jamie Cudmore(51e), 5 Thibaut Privat, 4 Julien Pierre, 3 Martín Scelzo, 2 Mario Ledesma, 1 Thomas Domingo Remplaçants : 16 Benoît Cabello, 17 Laurent Emmanuelli, 18 Loïc Jacquet, 19 Elvis Vermeulen, 20 John Senio, 21 Seremaia Bai, 22 Pierre-Emmanuel Garcia, 23 Davit Zirakashvili                    |
| Points marqués          | |
| Stade toulousain        | 3 pénalités de Jean-Baptiste Élissalde (21e, 26e, 31e) |
| ASM Clermont            | 1 essai de Brock James (12e) 1 transformation de Brock James (12e) 4 pénalités de Brock James (4e, 65e) et Benoît Baby (28e, 45e) |

Résumé du match
Les clermontois démarrent très bien le match et ouvrent le score par une pénalité de Brock James. Ce dernier marque ensuite le seul essai du match sur un exploit personnel : il tape à suivre pour lui-même et est plus prompt que Maxime Médard à saisir la balle pour ensuite aplatir dans l'en but. Brock James transforme son essai pour donner dix points d'avance à l'ASM. Les toulousains, qui jouent contre le vent pendant cette première mi-temps, reviennent à quatre points après deux pénalités de Jean-Baptiste Élissalde. Une pénalité dans chaque camp laisse l'écart inchangé avec un score à la mi-temps de 13-9 en faveur de Clermont.
Dès la reprise, Benoît Baby réussi sa deuxième pénalité et donne un essai transformé d'avance aux clermontois. Jamie Cudmore commet un plaquage à retardement sur Yannick Jauzion et écope d'un carton jaune. Malgré leur supériorité numérique, les toulousains ne concrétisent pas leurs temps forts et Brock James accentue l'avance clermontoise en passant sa seconde pénalité. Les hommes de Vern Cotter prennent leur revanche de la finale perdue la saison passée et accèdent à leur troisième finale consécutive.

#### Seconde demi-finale
| Équipes                 | USA Perpignan - Stade français Paris |
| Score                   | 25 - 21 (13 - 6) |
| Date                    | 30 mai 2009 |
| Stade                   | Stade Gerland |
| Spectateurs             | 40 377 |
| Arbitre                 | M. Jérôme Garcès |
| Composition des équipes | |
| USA Perpignan           | Titulaires: 15 Jérôme Porical, 14 Julien Candelon, 13 Maxime Mermoz, 12 David Marty, 11 Farid Sid, 10 Gavin Hume, 9 Nicolas Durand, 8 Damien Chouly, 7 Jean-Pierre Pérez, 6 Grégory Le Corvec, 5 Olivier Olibeau, 4 Rimas Alvarez Kairelis, 3 Nicolas Mas, 2 Marius Tincu, 1 Perry Freshwater Remplaçants: 16 Guilhem Guirado, 17 Kisi Pulu, 18 Guillaume Vilaceca, 19 Gerrie Britz, 20 David Mélé, 21 Jean-Philippe Grandclaude, 22 Philip Burger                            |
| Stade français Paris    | Titulaires: 15 Lionel Beauxis, 14 Mirco Bergamasco, 13 Mathieu Bastareaud, 12 Brian Liebenberg, 11 Mark Gasnier, 10 Juan Martín Hernández, 9 Alexandre Albouy, 8 Juan Manuel Leguizamón, 7 Mauro Bergamasco, 6 Pierre Rabadan, 5 Pascal Papé, 4 David Auradou, 3 David Attoub, 2 Dimitri Szarzewski, 1 Sylvain Marconnet Remplaçants : 16 Mathieu Blin, 17 Rodrigo Roncero, 18 Arnaud Marchois, 19 Sergio Parisse, 20 Noel Oelschig, 21 Geoffroy Messina, 22 Nicolas Jeanjean |
| Points marqués          | |
| USA Perpignan           | 3 essais de Jérôme Porical (24e), Maxime Mermoz (48e) et Julien Candelon (62e) 2 transformations de Jérôme Porical (24e, 48e) 2 pénalités de Jérôme Porical (5e et 36e) |
| Stade français Paris    | 2 essais de Lionel Beauxis (50e) et Sergio Parisse (69e) 1 transformation de Lionel Beauxis (69e) 2 pénalités de Lionel Beauxis (33e, 57e) 1 drop de Lionel Beauxis (12e) |

Résumé du match
C'est un match crispé qui met 25 minutes à démarrer. Après une belle combinaison des arrières catalans sur le centre du terrain, Julien Candelon perce sur 20 mètres avant de servir Jérôme Porical. Ce dernier parcourt les 30 derniers mètres pour marquer le premier essai du match ; l'arrière transforme lui-même et les Perpignanais mènent 10-3. Une pénalité marquée par chaque équipe laisse l'écart inchangé et la mi-temps est sifflée sur le score de 13-6.
En seconde période, sur une chandelle de Gavin Hume que Maxime Mermoz va chercher dans les 22 mètres adverses en devançant Mauro Bergamasco, le centre catalan aplatit le cuir pour le second essai. L'USAP fait le break et mène 20 à 6. Deux minutes après, Sylvain Marconnet récupère un ballon derrière une mêlée catalane chahutée. Il lance son arrière qui s'en va marquer en coin mais Lionel Beauxis rate la transformation. Paris revient à 20-11. Maxime Mermoz perce sur les 22 adverses et met le danger dans la défense parisienne. Après un temps de jeu, le ballon parvient à David Marty qui tape par-dessus pour Julien Candelon qui inscrit le troisième essai catalan. La qualification semble acquise pour Perpignan mais à dix minutes de la fin sur une attaque parisienne dans les 22 catalans, Lionel Beauxis renverse le jeu et sert Mark Gasnier. Ce dernier trouve Sergio Parisse en bout de ligne et l'Italien relance totalement son équipe avec ce second essai. La transformation est réussie par Lionel Beauxis et les Parisiens reviennent à quatre points. Mais l'USAP tient le résultat jusqu'au bout et se qualifie pour la finale.

### Finale
| Équipes                 | USA Perpignan - ASM Clermont |
| Score                   | 22-13 (6-10) |
| Date                    | 6 juin 2009 |
| Stade                   | Stade de France, Saint-Denis |
| Spectateurs             | 79 205 |
| Arbitre                 | M. Jean-Pierre Matheu |
| Composition des équipes | |
| USA Perpignan           | Titulaires : 15 Jérôme Porical, 14 Farid Sid, 13 David Marty, 12 Maxime Mermoz, 11 Julien Candelon, 10 Gavin Hume, 9 Nicolas Durand, 8 Damien Chouly, 7 Jean-Pierre Pérez, 6 Grégory Le Corvec, 5 Olivier Olibeau, 4 Rimas Alvarez-Kairelis, 3 Nicolas Mas (cap.), 2 Marius Tincu, 1 Perry Freshwater. Remplaçants : 16 Guilhem Guirado, 17 Kisi Pulu, 18 Gerrie Britz, 19 Guillaume Vilaceca, 20 David Mélé, 21 Jean-Philippe Grandclaude, 22 Philip Burger, 23 Sebastian Bozzi.     |
| ASM Clermont            | Titulaires : 15 Anthony Floch, 14 Benoît Baby, 13 Aurélien Rougerie (cap.), 12 Gonzalo Canale, 11 Napoliani Nalaga, 10 Brock James, 9 Pierre Mignoni, 8 Alexandre Audebert, 7 Julien Bonnaire, 6 Jamie Cudmore, 5 Thibaut Privat, 4 Julien Pierre, 3 Martin Scelzo, 2 Mario Ledesma, 1 Thomas Domingo. Remplaçants : 16 Benoit Cabello, 17 Laurent Emmanuelli, 18 Loïc Jacquet, 19 Elvis Vermeulen, 20 John Senio, 21 Seremaia Bai, 22 Pierre-Emmanuel Garcia, 23 Davit Zirakashvili. |
| Points marqués          | |
| USA Perpignan           | 1 essai de Marty (45e) 1 transformation de Porical (46e) 4 pénalités de Porical (40e, 50e, 60e, 63e) 1 drop de Hume (16e) |
| ASM Clermont            | 1 essai de Nalaga (10e) 1 transformation de James (11e) 2 pénalités de James (19e, 55e) |

Résumé du match
Les Clermontois dominent les premières minutes de cette finale. Brock James, après une tentative de drop, exploite un contre de Benoît Baby, qui échappe à ses vis-à-vis, vient créer la fixation sur la ligne des 22 mètres et adresse une diagonale au pied parfaite pour trouver côté droit Napolioni Nalaga. Celui-ci aplatit en coin le premier essai du match et James réussit la transformation (0-7, 10e). Gavin Hume, sur l'une des premières incursions catalanes dans le camp clermontois, passe un drop face aux barres à la 16e minute. Chaque équipe marque une pénalité : Brock James à la suite de la faute au sol de Perry Freshwater et Jérôme Porical pour l'Usap. Les Catalans ne sont menés que de quatre points à la pause (6-10).
Pour l'anecdote, à la mi-temps du match le centre de Perpignan et du XV de France David Marty livre une interview prémonitoire: "il va y avoir dix grosses minutes en deuxième mi-temps et après c'est à nous". Résultat : 16-3 en deuxième mi-temps pour l'Usap et un essai de... David Marty.
Au retour des vestiaires, l'Usap installe son jeu dans les 22 mètres adverses. Au large, un redoublement de passe entre David Marty et l'arrière Porical amène le premier essai des sang et or. Pour la première fois du match, grâce à la transformation de Porical, l'Usap passe en tête (13-10, 46e). La domination est catalane et Porical passe une nouvelle pénalité après un hors-jeu de la défense de l'ASM lors d'une nouvelle phase offensive. Clermont recolle au score sur une pénalité de James. L'intensité va crescendo dans cette finale et James frise le carton jaune pour un plaquage haut sur Julien Candelon. Porical passe la pénalité à 55 mètres. Les Clermontois se mettent une nouvelle fois à la faute et le buteur perpignanais donne neuf points d'avance à son équipe à un quart d'heure de la fin (22-13, 64e). Clermont tente de réagir, mais Napoliani Nalaga, servi sur son aile, est poussé en touche à cinq mètres de la ligne. Clermont continue le pressing devant la ligne d'en-but sang et or, mais la séquence de jeu se termine par une pénalité en faveur des Catalans qui se dégagent. James échoue sur sa dernière tentative de pénalité : Perpignan remporte son septième bouclier de Brennus et Clermont, toujours à la recherche de son premier titre, perd sa dixième finale.

## Statistiques

### Meilleurs réalisateurs

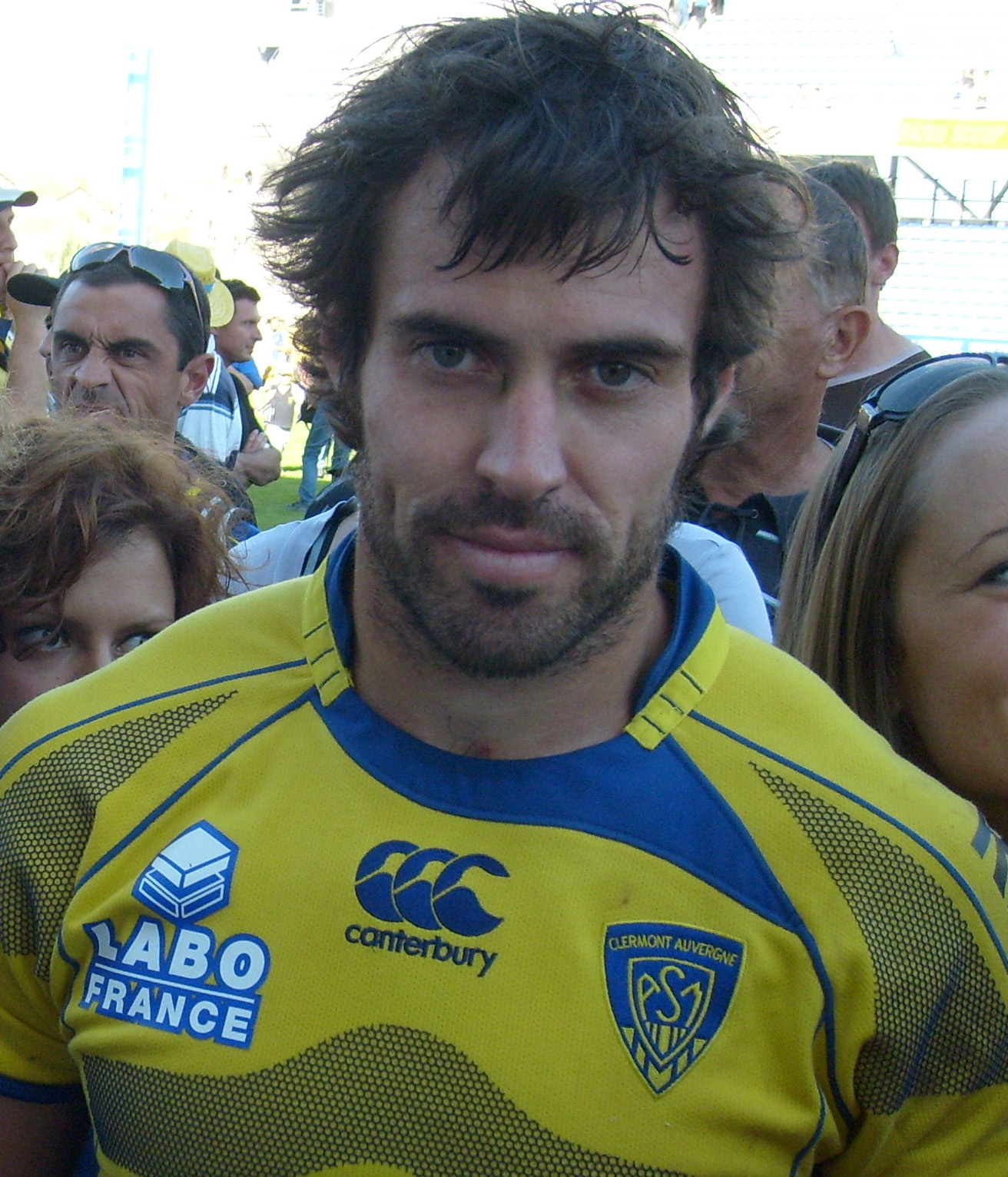
Brock James (Clermont)
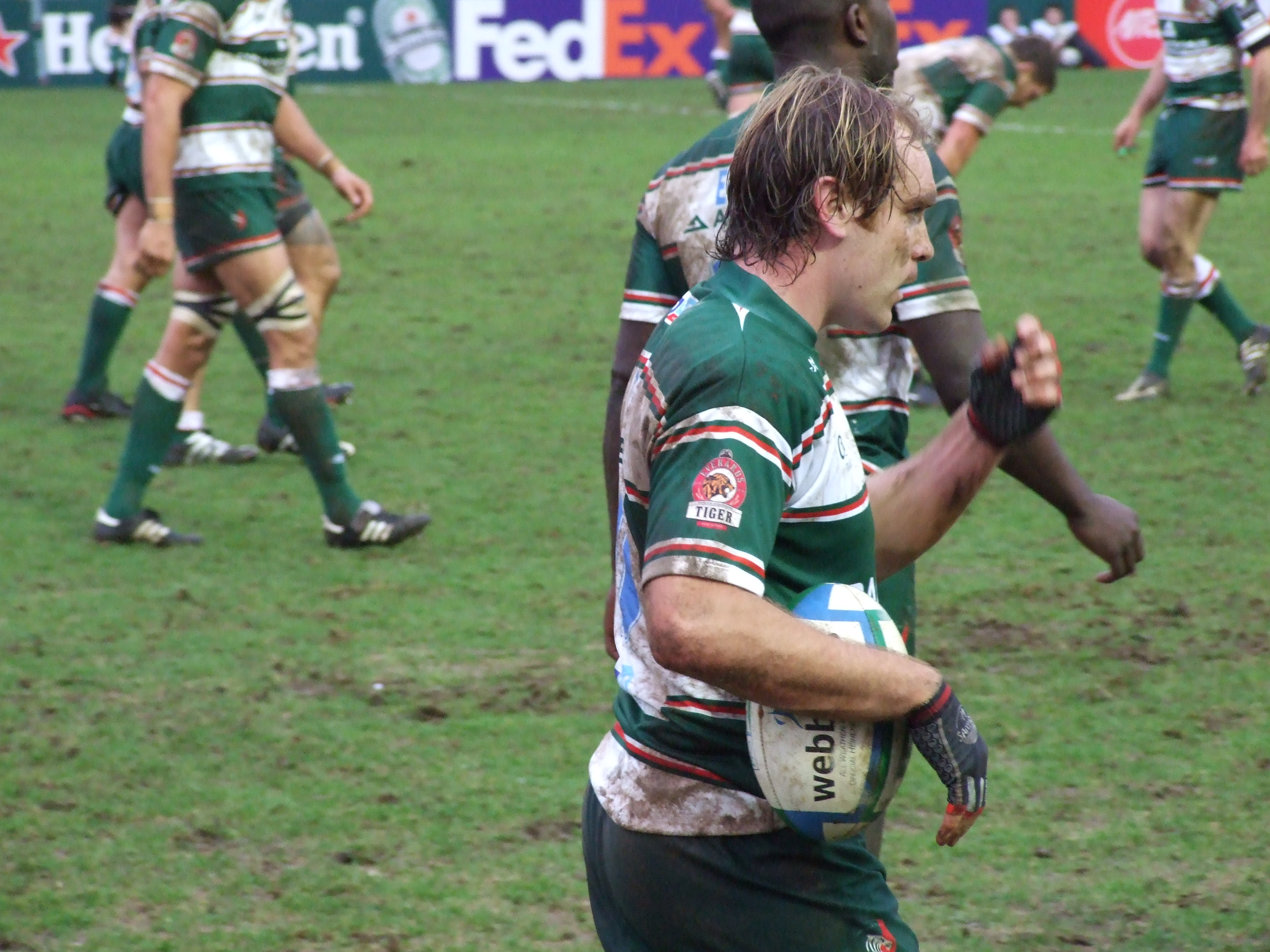
Andy Goode (Brive)
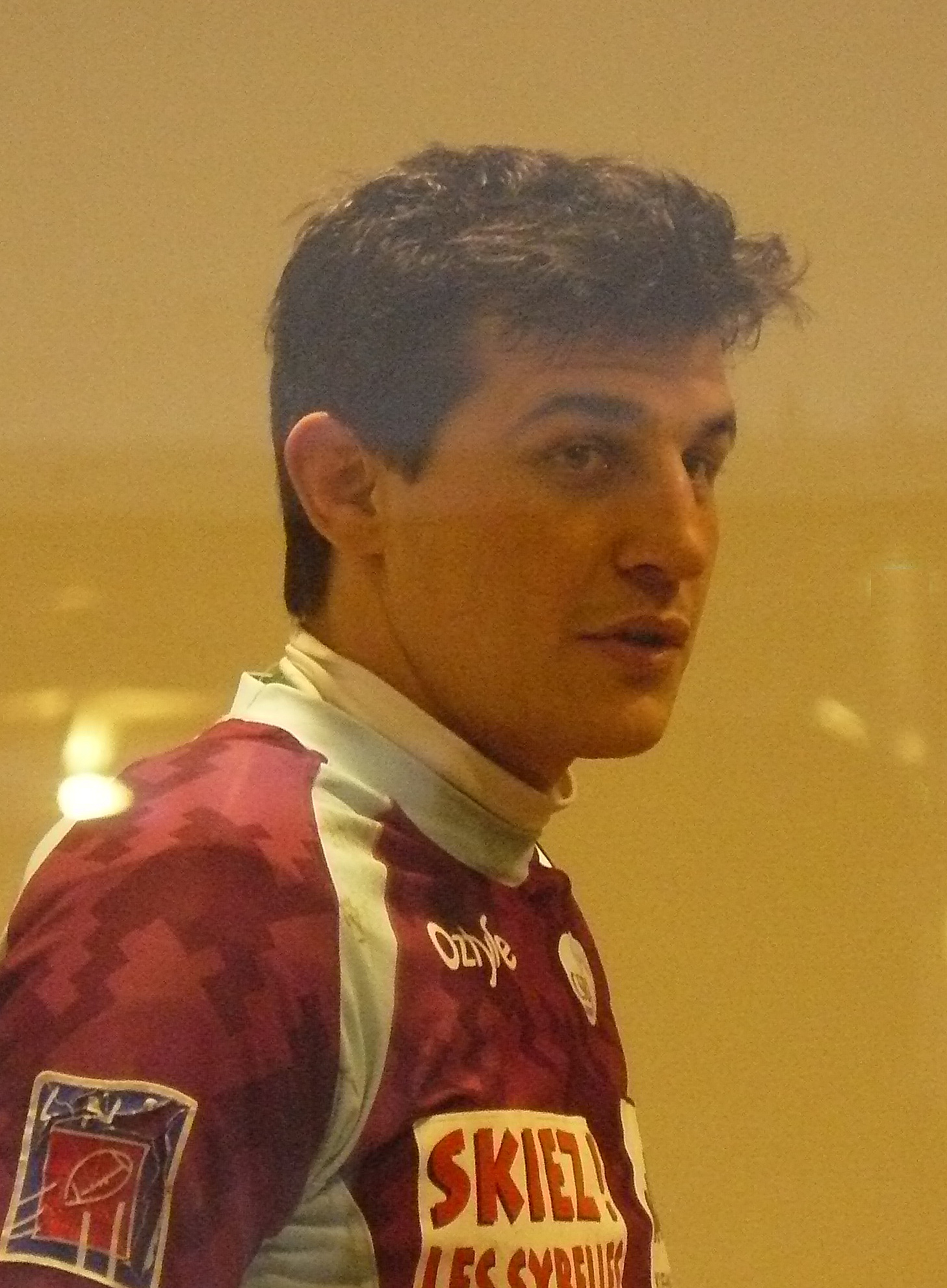
Benjamin Boyet (Bourgoin)
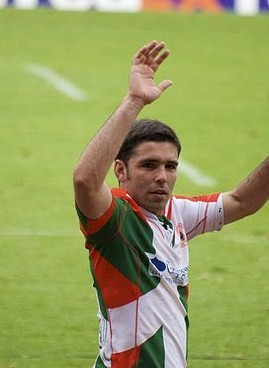
Dimitri Yachvili (Biarritz)

| no | Nom              | Pays | Équipe               | Poste                     | Points marqués |
| -- | ---------------- | ---- | -------------------- | ------------------------- | -------------- |
| 1  | Brock James      |      | ASM Clermont         | demi d'ouverture          | 324            |
| 2  | Andy Goode       |      | CA Brive             | demi d'ouverture          | 235            |
| 3  | Lionel Beauxis   |      | Stade français Paris | arrière, demi d'ouverture | 212            |
| 4  | Benjamin Boyet   |      | CS Bourgoin-Jallieu  | demi d'ouverture          | 210            |
| 5  | Dimitri Yachvili |      | Biarritz olympique   | demi de mêlée             | 193            |

### Meilleurs marqueurs d'essais

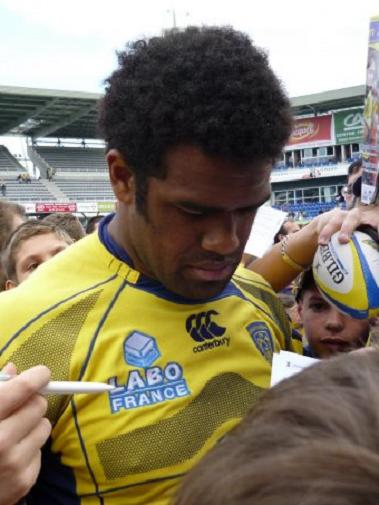
Napolioni Nalaga (Clermont)
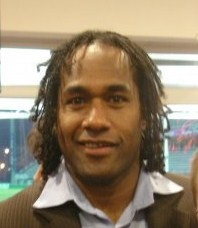
Vilimoni Delasau (Montauban)
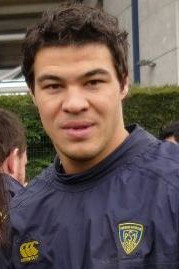
Anthony Floch (Clermont)

| no | Nom              | Pays | Équipe             | Poste   | Essais marqués |
| -- | ---------------- | ---- | ------------------ | ------- | -------------- |
| 1  | Napolioni Nalaga |      | ASM Clermont       | ailier  | 21             |
| 2  | Vilimoni Delasau |      | US Montauban       | ailier  | 10             |
| -  | Sam Gerber       |      | Aviron bayonnais   | centre  | 10             |
| -  | Takudzwa Ngwenya |      | Biarritz olympique | ailier  | 10             |
| 5  | Julien Candelon  |      | USA Perpignan      | ailier  | 9              |
| -  | Anthony Floch    |      | ASM Clermont       | arrière | 9              |